# Bernard Darras
Pour les articles homonymes, voir Darras.
 (mars 2018).
Si vous disposez d'ouvrages ou d'articles de référence ou si vous connaissez des sites web de qualité traitant du thème abordé ici, merci de compléter l'article en donnant les références utiles à sa vérifiabilité et en les liant à la section « Notes et références ».
Bernard Darras est un esthéticien et sémioticien français. Il enseigne à l'Université de Paris I, où il dirige le Master « Multimédia interactif en sciences et technologie des médiations de la culture et des savoirs ». Il dirige également le Centre de recherche «Images et cognitions» (CRIC) où il poursuit des recherches comparatives et développementales dans les champs de la sémiotique cognitive et systémique appliquée à la culture visuelle et matérielle ainsi qu’aux études culturelles.
Diplômé en esthétique (doctorat, 1985), arts plastiques (agrégation, 1979; DEA, 1983), éducation artistique (CAPES, 1978), psychologie (1976), il a obtenu une Habilitation à diriger les recherches en 1997 en "Sciences humaines appliquées à l’art et médiations de la culture".
Après un début de carrière dans l'enseignement secondaire (de 1978 à 1989, au Collège de Saint Brice, au Collège expérimental de Sarcelles et au Lycée de Saint Quentin), Bernard Darras est élu Maître de conférences en Sciences de l'information et de la communication à l'Université de Paris VIII puis à l'Université de Paris I. Là, depuis 1998, il occupe le poste de Professeur des Universités en "Sciences de l’Art et médiation de la culture" et y dirige le Master « Multimédia interactif en sciences et technologie des médiations de la culture et des savoirs ».
Spécialisé en sémiotique cognitive et médiations de la culture, il est le Directeur du Centre de recherche «Images et cognitions» (CRIC). Son activité de publication est intense: en plus de diriger la revue internationale de communication MEI « Médiation et information», il publie de nombreux ouvrages et articles.

## Affiliations
- Membre du Comité de lecture de Studies in Communication. Journal of the Swiss Association of Communication and Media Research
- Membre du “International Advisory Board for the Handbook of Research in Arts Education” (USA)
- Membre du Conseil scientifique de Lineas, Université de Santa Catarina (Brésil)
- Membre du Conseil scientifique de The International Journal of Arts Education (Taiwan)
- Membre du Conseil scientifique de la revue Arts et sciences de l’art (Paris)
- Membre du Conseil scientifique de la revue Imagies (Nîmes)
- Membre du Conseil scientifique de la revue Recherche en communication (Louvain, Belgique).

## Ressources en ligne
- 2008. «L’analyse de l’image». Conférence pour l'Université de tous les savoirs (UTLS), diffusion: Canal-U

## Textes en ligne
- 2006. « De l’éducation artistique à l’éducation culturelle ». UNESCO Conférence mondiale sur l’éducation artistique. Lisbonne, 6-9 mars.
- 2006. « L’enquête sémiotique appliquée à l’étude des images. Présentation des théories de C. S. Peirce sur la signification, la croyance et l’habitude ». In Anne Beyaert (dir.) L’image entre sens et signification. Paris, Publications de la Sorbonne, p. 15-34
- 2006. « Signes d’humains ». Étapes. Nº129, p. 77, 78, 79 et 80.
- 2005. « Le musée de Louvain-la-Neuve et son dispositif de muséologie interactionniste, sémiotique et dialogique ». Le courrier du passant, no 87, Musée de Louvain-la-Neuve, p. 3-17.
- 2004. « La modélisation sémio-cognitive à l’épreuve des résultats des neurosciences. Le cas de la production des schémas graphiques. Recherches en communication, no 19 (« Sémiotique cognitive - Cognitive Semiotics »), p. 175-198
- 2003 (en coll. avec Anna M. Kindler & Ann Cheng Shiang Kuo). « An Artist. A cross-cultural or a culture-specific category ? ». The International Journal of Arts Education Vol.1, no 1 (mai), p. 94-117
- 2003. « Études des conceptions de la culture et de la médiation ». In Marie Thonon (dir.) Médiation Médiateur, coll. "MEI" no 19. Paris, L’Harmattan.
- 2002. « Indicialité et photographie numérique instantanée ». Médiamorphoses, no 6.
- 2002. « Étude d’une médiation audiovisuelle. "Miracle dans la loggia", d’Alain Jaubert ». In Pierre Fresnault-Deruelle (dir.) Un regard télévisuel sur l’art. La série "Palettes" d’Alain Jaubert. Paris, INA & L’Harmattan, p. 153-181
- 2001. « Éducation aux images par l'audiovisuel et le multimédia ». Educational Media International, vol. 38, no 2-3, p. 149-157.
- 2001. « Les formes du savoir et l’éducation aux images ». Recherche en communication, no 16 (« Interfaces sémiotiques et cognitions »), p. 153-166.
- 2000. « Du pantélégraphe à la télécopie. La transmission des indices et des images par le fil ». In B. Darras & Marie Thonon (dir.) Médias, 1900-2000, coll. "MEI" nº12-13. Paris, L’Harmattan.
- 2000. « Multimédia et éducation à l'image ». In B. Darras (dir.) Multimédia et savoirs, coll. "MEI" no 11. Paris, L’Harmattan.
- 1998. «L'image, une vue de l'esprit. Étude comparée de la pensée figurative et de la pensée visuelle». Recherches en communication, no 9
- 1997 (en coll. avec Anna M. Kindler). « L'entrée dans la graphosphère. Les icônes de gestes et de traces. Approche sémiotique et cognitive ». In Bernard Darras (dir.) Icône - Image, coll. "MEI", no 6, Paris, L'Harmattan, p. 99-111.